# Manzana (álbum)
Manzana es el sexto y último álbum de estudio del grupo chileno Los Prisioneros. Fue lanzado el 19 de agosto de 2004 en el Teatro Providencia de Santiago.
Con nuevos integrantes, y con la colaboración del músico Beto Cuevas (vocalista de La Ley), este disco destaca por un predominio de las guitarras y un alejamiento de la electrónica característica en los álbumes anteriores. Cuenta con una versión en español del éxito de Devo «Whip It» («Azota») y con canciones de temática sexual («¿Por qué no me dejas?») y ("Que Llueva"), romántica («Eres mi hogar») y de crítica social («Mr. Right») y («El Muro»)
Si bien Manzana recibió buenas críticas por parte de la prensa, no logró tener un impacto importante a nivel nacional. No obstante, tuvo una mejor acogida en Perú, Colombia y México, países en que la banda centró sus giras de promoción. Fue el último álbum publicado por Los Prisioneros antes de su disolución definitiva en 2006.
En junio de 2020, a 16 años de su publicación, se lanzó una reedición del álbum utilizando como nuevo sencillo la canción "Mr. Right".

## Lista de canciones
Todas las canciones escritas y compuestas por Jorge González, excepto donde se indica.. 
| Manzana — CD |                                                       |          |  |
| N.º          | Título                                                | Duración |  |
| 1.           | «Manzana»                                             | 3:16     |  |
| 2.           | «Mr. Right»                                           | 4:16     |  |
| 3.           | «El muro»                                             | 4:58     |  |
| 4.           | «¿Por qué no me dejas?»                               | 4:35     |  |
| 5.           | «Eres mi hogar»                                       | 4:55     |  |
| 6.           | «El verdadero sexo»                                   | 3:46     |  |
| 7.           | «Azota» (Mark Mothersbaugh)                           | 2:58     |  |
| 8.           | «Que llueva, que llueva» (González, Álvaro Henríquez) | 3:57     |  |
| 9.           | «Te amo»                                              | 4:55     |  |
| 10.          | «Come, come, come»                                    | 4:05     |  |
| 11.          | «Acomodado en el rock and roll»                       | 4:35     |  |
| 12.          | «Limpieza racial» (Bonus track)                       | 4:20     |  |
| 13.          | «Insatisfacción (feat. Beto Cuevas» (Bonus track)     | 4:20     |  |
| 14.          | «Voy a trabajar» (Bonus track)                        | 4:03     |  |
| 15.          | «Argentina» (Bonus track)                             | 4:41     |  |
| 1:03:40      |                                                       |          |  |

| Manzana — Vinilo |                                                |          |  |
| N.º              | Título                                         | Duración |  |
| 1.               | «Manzana»                                      | 3:16     |  |
| 2.               | «Mr. Right»                                    | 4:16     |  |
| 3.               | «El muro»                                      | 4:58     |  |
| 4.               | «¿Por qué no me dejas?»                        | 4:35     |  |
| 5.               | «Azota» (Mothersbaugh)                         | 2:58     |  |
| 6.               | «El verdadero sexo»                            | 3:46     |  |
| 7.               | «Eres mi hogar»                                | 4:55     |  |
| 8.               | «Que llueva, que llueva» (González, Henríquez) | 3:57     |  |
| 9.               | «Te amo»                                       | 4:55     |  |
| 10.              | «Acomodado en el rock and roll»                | 3:51     |  |
| 41:27            |                                                |          |  |

## Créditos
- Jorge González: voz, bajo, guitarra, piano, percusión y programas.
- Miguel Tapia: batería, voz, percusión y programas.
- Sergio "Coti" Badilla: guitarra, voz y programas.
- Gonzalo Yáñez: guitarra, voz y arreglo de cuerdas.

## Vídeos musicales
- «El muro» (2004)
- «Manzana» (2004)
- «Eres mi hogar» (2005)
- «Mr. Right» (2020)

### Invitados
- Atom Heart™: edición en Pro Tools, solo de batería en «Limpieza racial» y coproducción en «Azota» y «Que llueva, que llueva».
- Beto Cuevas: voz en «Insatisfacción» y armonías vocales, guitarra acústica y sintetizador en «Eres mi hogar».
- Gige Vidal: dirección y transcripción de cuerdas.
- Jocelynne Huiliñir: viola.
- César Sotomayor: primer violín.
- Pablo Caracho: segundo violín.
- Miguel Arredondo: chelo.